# Myrmecophila tibicinis
Myrmecophila tibicinis là một loài thực vật có hoa trong họ Lan. Loài này được (Bateman ex Lindl.) Rolfe mô tả khoa học đầu tiên năm 1917.

## Hình ảnh

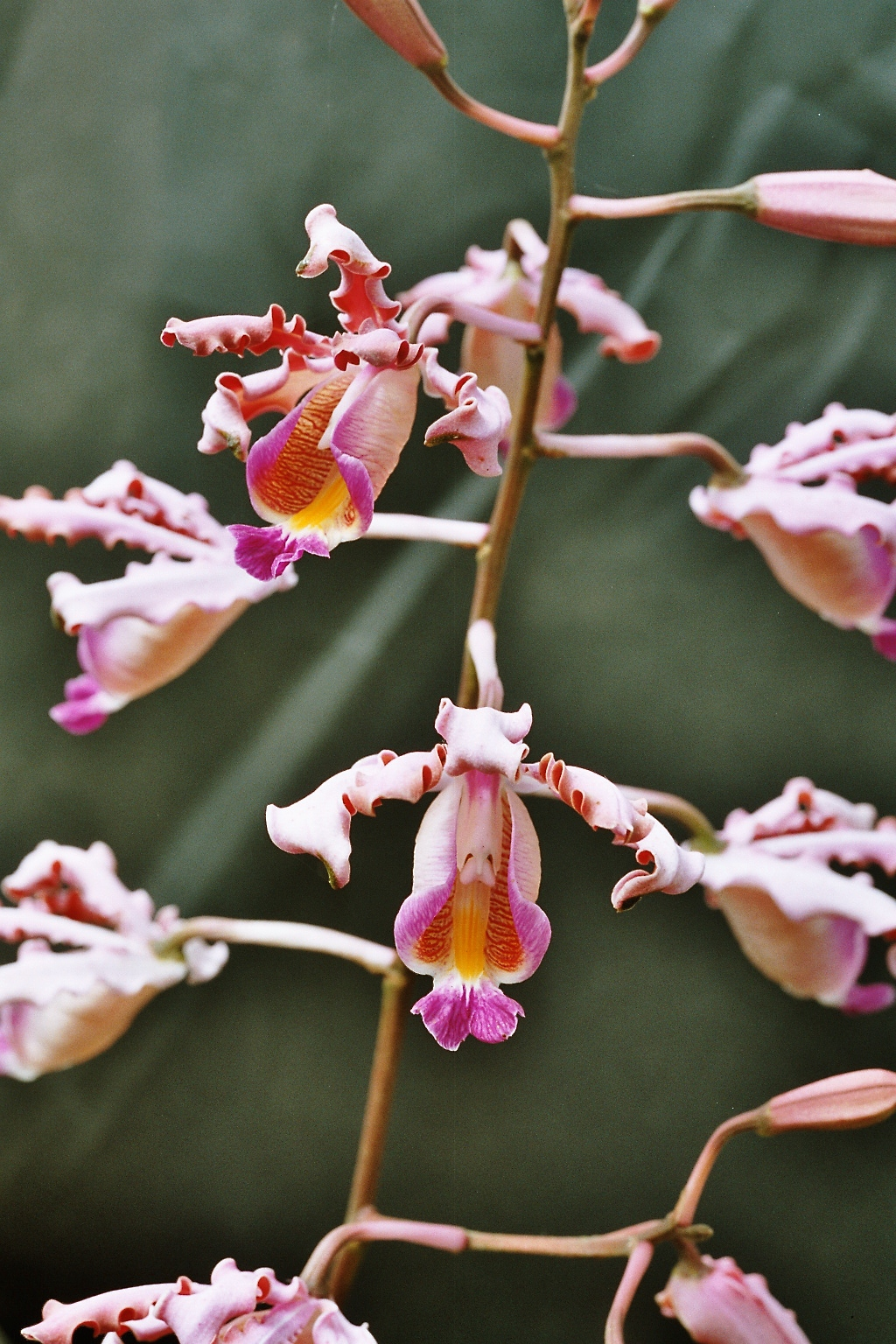
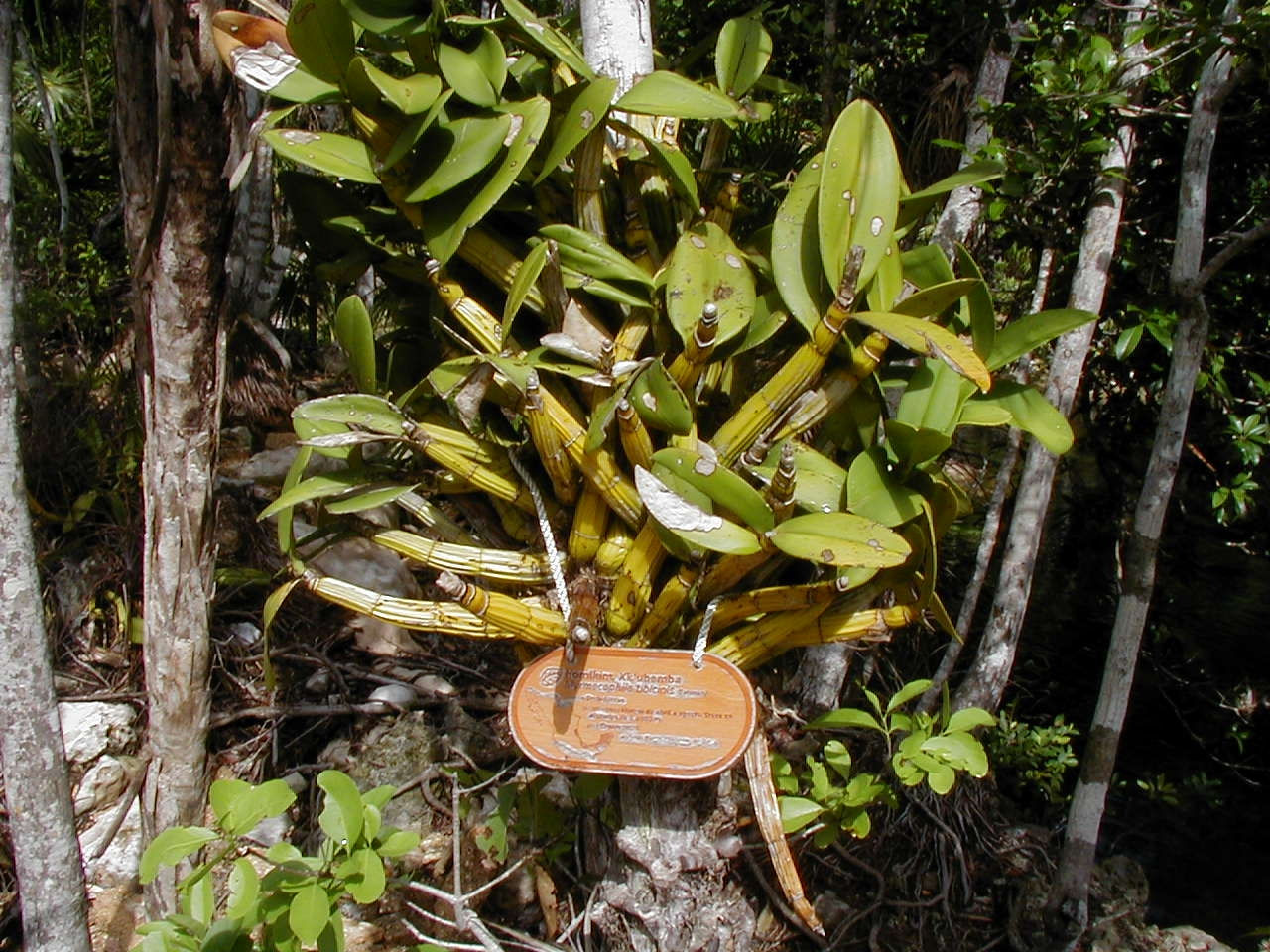
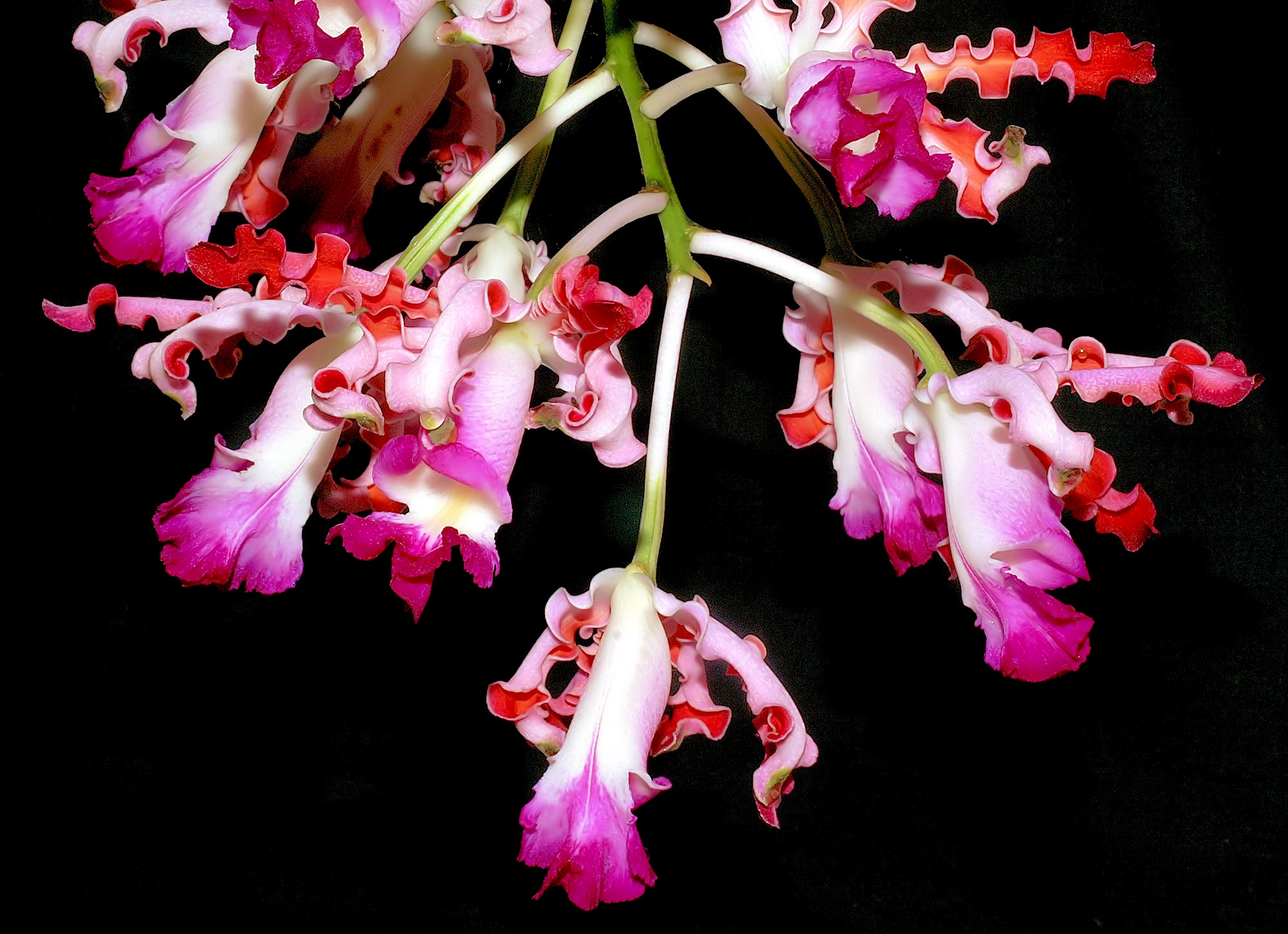
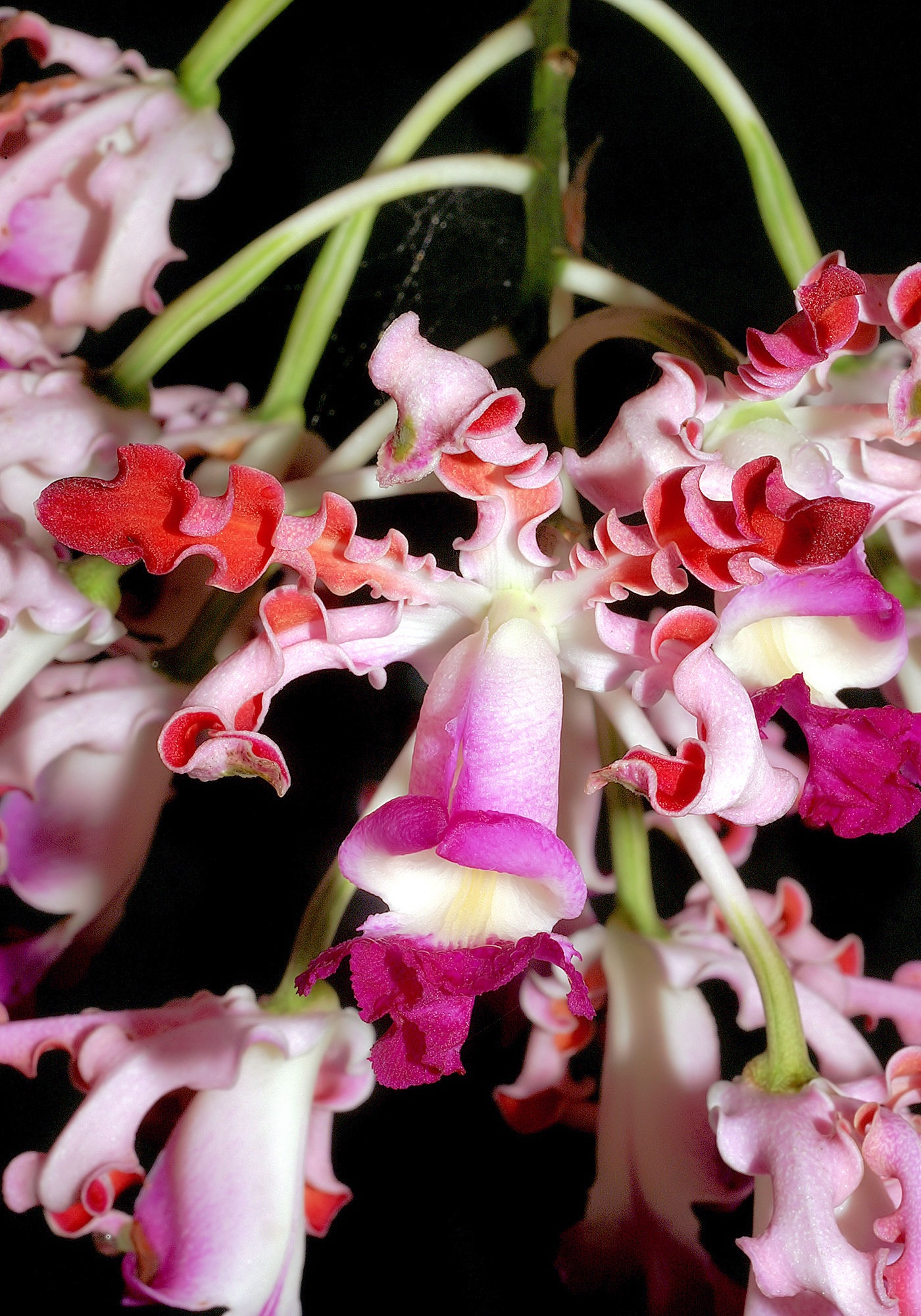